# 自發磁化
自發磁化（英語：spontaneous magnetization）指铁磁性或亚铁磁性材料在沒有受到磁場影響下在其居里溫度（TC）下出現有序自旋態（磁化），如铁、钴、镍等铁磁性晶体内部微小磁铁的磁矩排列规则就會自發磁化。